# Mirko Malez

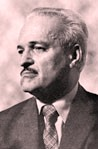
Mirko Malez im Jahr 1976

Mirko Malez (* 5. November 1924 in Ivanec; † 23. August 1990 in Zagreb) war ein bedeutender jugoslawischer Paläontologe, Höhlenforscher und Geowissenschaftler aus dem heutigen Kroatien. Er gilt als Pionier der jugoslawischen Höhlenforschung. Sein Schwerpunkt lag auf Säugetieren des Pleistozäns, doch arbeitete er auch an den zentralen Fundplätzen Nordjugoslawiens an der menschlichen Urgeschichte. Auch im Bereich des Naturschutzes setzte er sich ein.

## Leben und Werk
Mirko Malez war das erste von sechs Kindern des Barbiers und Amateurfotografen Slavko Malez und der Matilda Polak. Bereits 1935 faszinierte den elfjährigen Schüler eine Ausstellung des Archäologen Stjepan Vuković zur Vindija-Höhle – Vuković war 1931 der erste in Jugoslawien, der sich der experimentellen Archäologie bediente. Malez schloss zwar 1939 seine Schule ab, doch trat er, da seine Familie wohl nicht in der Lage war, den Besuch des örtlichen Gymnasiums zu finanzieren, eine Elektrikerlehre im örtlichen Braunkohlebergwerk an. Auch während des Zweiten Weltkriegs arbeitete er dort, konnte jedoch seine Ausbildung nicht zu Ende bringen. 1945 wurde er von Partisanen in serbische Gefangenschaft verbracht, da er mit der Ustascha in Verbindung gebracht wurde. Doch arbeitete er bei der Reparatur eines örtlichen Kraftwerks mit, bis er aus der Gefangenschaft entlassen wurde.
Nach seiner Haftentlassung kehrte er in seinen Heimatort zurück, wo er 1948 das Abitur nachholte. Malez' Tochter Vesna Malez, die 1949 geboren wurde, arbeitete als Paläoornithologin in Zagreb.
Malez kam mit Stjepan Vuković in Kontakt, der zwischen 1928 und 1969 immer wieder an der Vindija-Höhle bei Ivanec arbeitete. Malez, der den Aufenthalt in der Natur liebte, arbeitete bald mit Vuković zusammen und besuchte die prähistorischen Fundstätten Ivanščica, Ravna Gora und Vindija. Er publizierte bald seine ersten Beiträge in den Zeitschriften Srednjoškolac und Varaždinske vijesti und beschloss Geologie und Paläontologie zu studieren. 1953 erlangte er den Bachelor, publizierte noch im selben Jahr seinen ersten Grabungsbericht, und 1963 wurde er in beiden Fächern mit einer Arbeit zur Stratigraphie und Paläontologie der Veternica-Höhle Medvednica bei Zagreb promoviert.
Ab 1946 arbeitete Malez als Höhlenforscher und publizierte seine Ergebnisse von 1952 bis 1974 überwiegend in Ljetopis JAZU. 1953 war er einer der Mitgründer der Fachzeitschrift Speleolog, des ersten speläologischen Fachblatts Jugoslawiens. 1958 war er Mitorganisator des ersten Fachkongresses in Split, ebenso wie 1984 des 9. Speläologenkongresses in Karlovac.

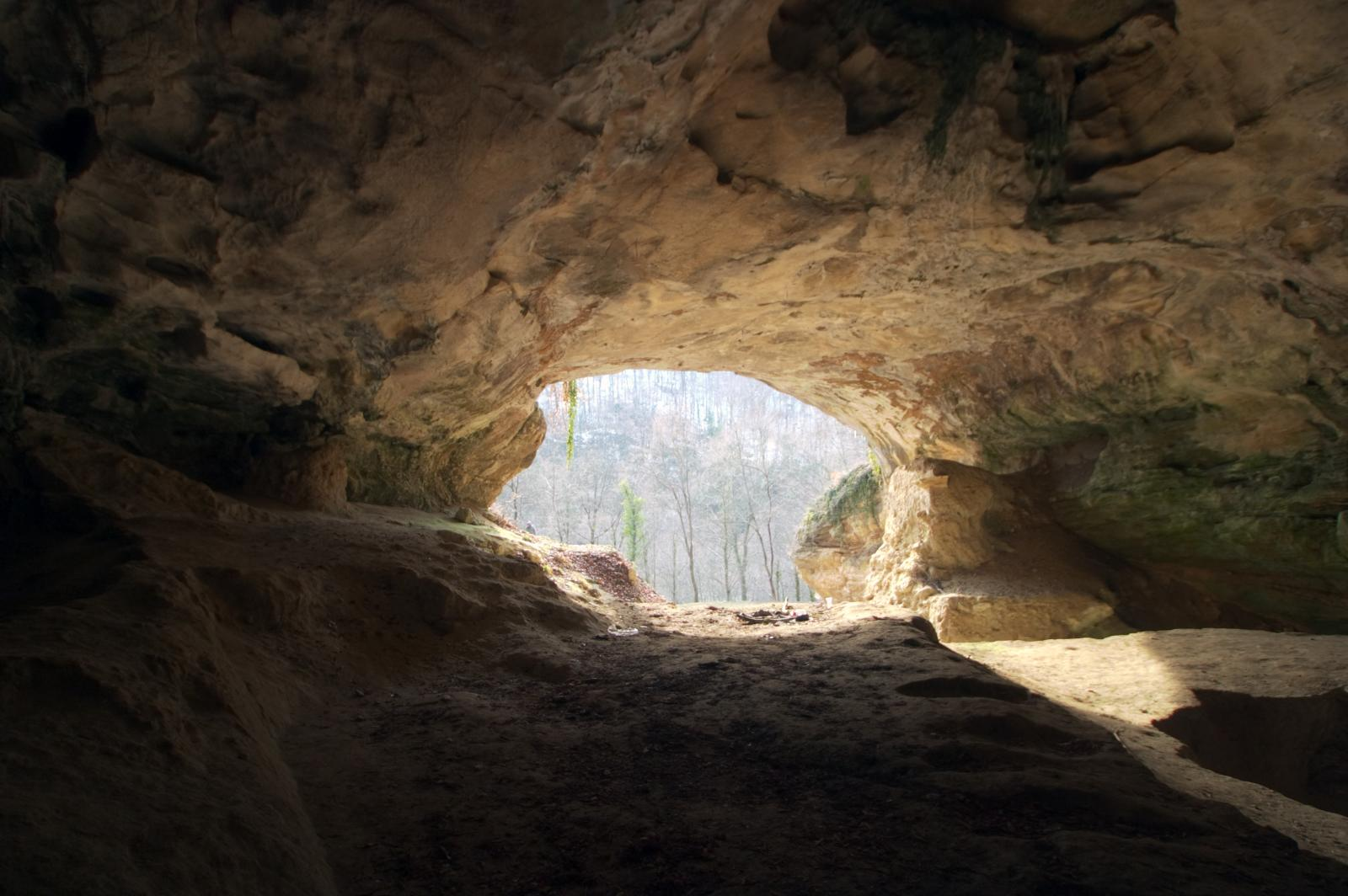
Der Eingang zur Vindija-Höhle

Am 6. Juni 1953 trat Malez seine Assistentenstelle an der Geologisch-Paläontologischen Sammlung und dem Karst-Laboratorium der JAZU, der Jugoslawischen Akademie der Kunst und Wissenschaft, an. Malez wurde der Direktor des nunmehr in 'Institut für Quaternäre Paläontologie und Geologie' umbenannten Instituts. Ab 1978 wurde er Direktor einer angeschlossenen Forschungsinstitution, die er bis März 1990 leitete. Im Zuge internationaler Zusammenarbeiten reiste er in den Libanon, nach Ägypten, Tunesien und Marokko, ebenso wie nach Mexiko, China und Ostafrika. Neben zahlreichen Untersuchungen zur Paläofauna – so entdeckte sein Team zwischen Rab, Laganj und Pag Reste eines fossilen Elefanten – arbeitete er vor allem in der Šandalja-Höhle bei Pula, wo er sich vorrangig den Gravettienstraten widmete. 1974 bis 1986 arbeitete er in der Vindija-Höhle.
Er publizierte etwa 430 wissenschaftliche Beiträge. 1966 erhielt er den Ruđer-Bošković-Preis, war Mitglied der Speläologischen Gesellschaft von Kroatien, der Kroatischen Naturhistorischen Gesellschaft, der Kroatischen Anthropologischen und der Geographischen Gesellschaft. Auch arbeitete er in der Deutschen Quartärvereinigung, der Hugo Obermaier Gesellschaft mit. 1978 partizipierte er am Überblickswerk The Prehistory of the Yugoslav Countries. Zuletzt veröffentlichte er eine Biographie des kroatisch-argentinischen Wissenschaftlers Luka Kraljević.

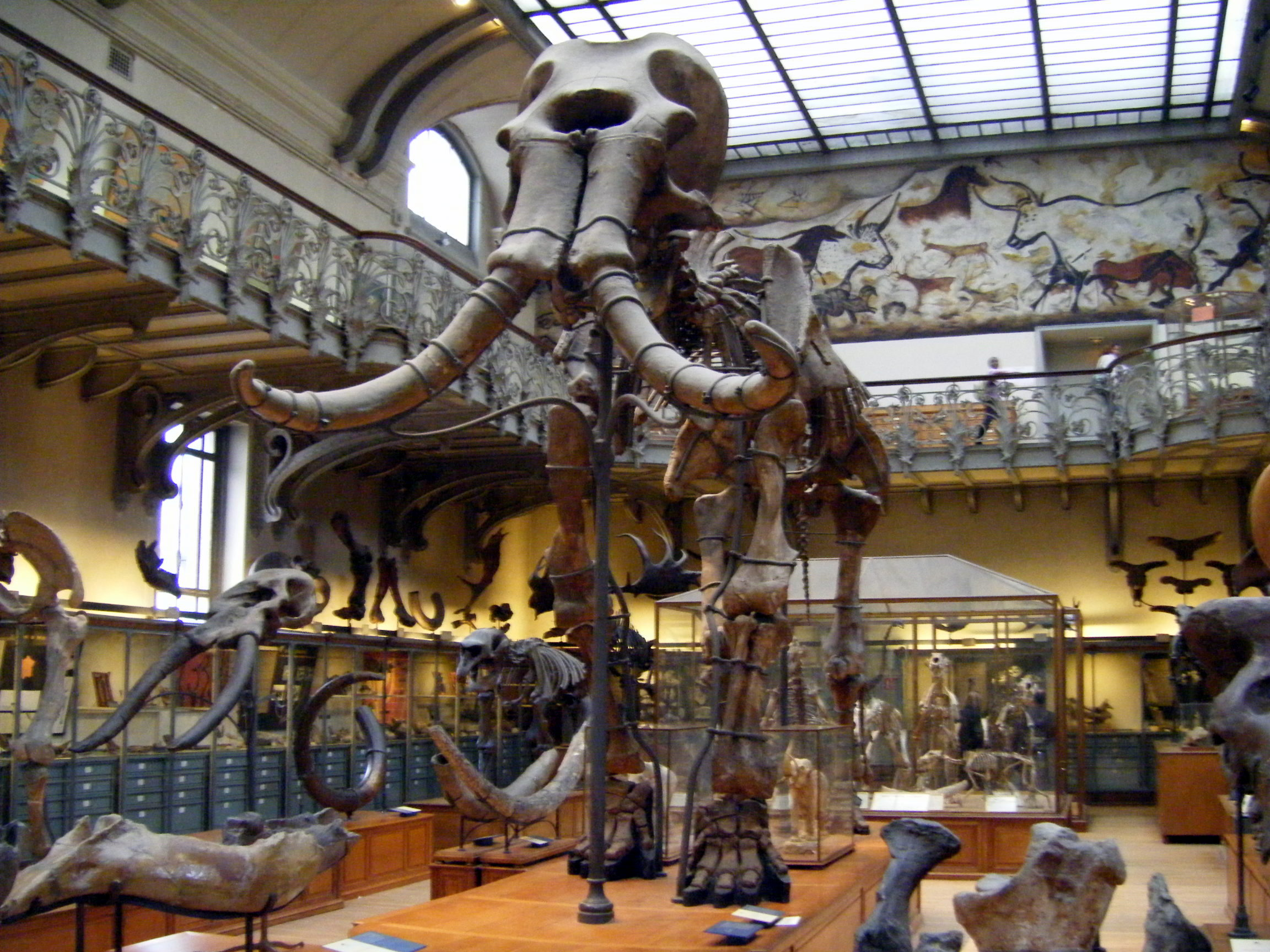
Skelett eines Mammuthus meridionalis, Nationalmuseum für Naturgeschichte, Paris

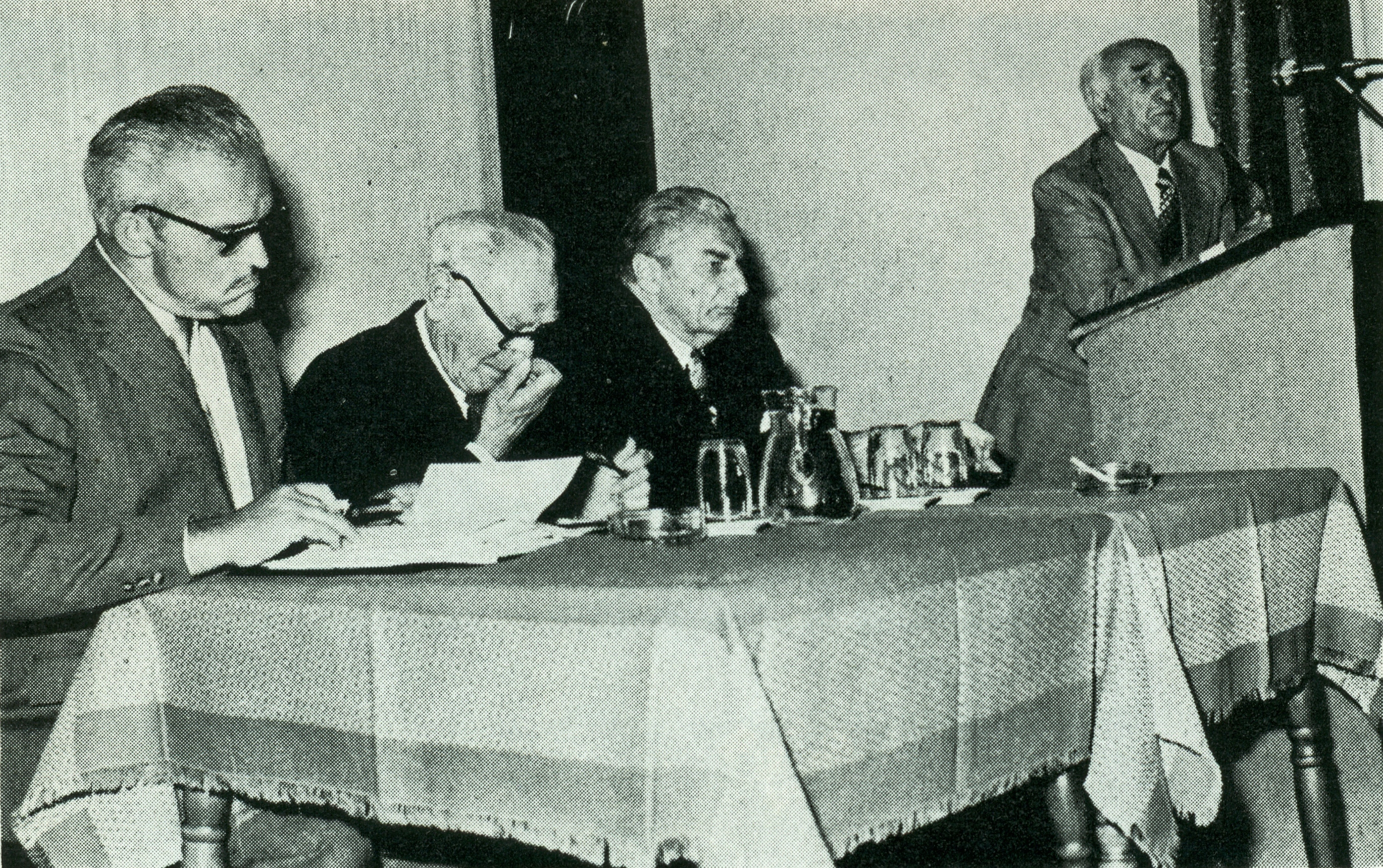
Teilnehmer der Konferenz Krapinski pračovjek i evolucija hominida, die am 17. September 1976 anlässlich des 120. Geburtstags von Dragutin Gorjanović-Kramberger und des 75. Jahrestages der Entdeckung der Neandertalerüberreste in Krapina stattfand (v. l. n. r.: Mirko Malez, Stjepan Nežmahen und Juraj Kallay. Es liest Ljudevit Barić).

Nach Malez wurden vier neue Arten benannt, nämlich Dalmatichthys malezi (Radovčić 1975), eine Art der Strahlenflosser, Ilyocypris malezi (Sokač 1978), Mimomys malezi (Rabeder 1983) und Vaccinites malezi (Slišković 1991).

## Werke (Auswahl)

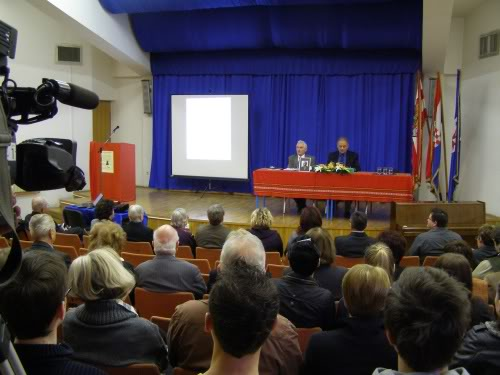
Konferenz zu Ehren von Mirko Malez im Jahr 2010

- Erster Fund des oberdiluvialen Menschen im dinarischen Karst, in: Bulletin scientifique 3,2 (1956) 47–49.
- Paleontološka i speleološka istraživanja u 1960. godini, Ljetopis JAZU 67 (1960) 250–269.
- Entdeckung des ersten paläolithischen Fundortes in Dalmatien, in: Bulletin scientifique 5,4 (1960).
- Šandalja bei Pula – ein neuer und wichtiger paläolithischer Fundort in Istrien, in: Bulletin scientifique 9,6 (1964) 154 f.
- Paleolitska nalazišta Hrvatske, in: Arheološki vestnik 18 (1967) 255–284.
- Gornjopleistocenska fauna Crvene stijene, in: Glaznik Zemalskog Muz. Bosne Hercegovine NS 21/22 (1967) 67–80.
- Šandalja bei Pula – eine bedeutende Ansiedlung der jungpaläolithischen Jäger in Istrien, in: Internationaler Kongress für Speläologie, Bd. 3, Stuttgart 1969.
- (Hrsg.): Krapina 1899-1969, Zagreb 1970.
- Die Höhle Vindija – eine neue Fundstelle fossiler Hominiden in Kroatien, in: Bulletin scientifique. Conseil des Academies des Sciences et des Arts de la RSF de Yugoslavie 20,5-6 (1975) 139–141.
- Stratigrafski, paleofaunski i paleolitski odnosi krapinskog nalazišta, in: Ders. (Hrsg.): Krapinski pračovjek i evolucija hominida, 1978, S. 61–91.
- (Hrsg.): Krapinski pračovjek i evolucija hominida: zbornik predavanja održanih na Znanstvenom skupu „Krapinski pračovjek i evolucija hominida“ u Krapini dne 17. rujna 1976. Jugoslavenska akademija znanosti i umjetnosti, 1978.
- Nalazišta paleolitskog i mezolitskog doba u Hrvatskoj, in: Alojz Benac (Hrsg.): Praistorija jugoslavenskih zemalja, Bd. I, Sarajevo 1979, S. 227–276.
- Spilja Vindija kao kultno mjesto neandertalaca, in: Godišnjak Gradskog muzeja u Varaždinu 7 (1985) 31–47.
- On the possibility of the Existence of ‚a skull cult‘ in Neanderthals from the Vindija cave (Croatia, Yugoslavia), in: Collegium Anthropologicum 9,2 (1985) 231–240.
- Pregled paleolitičkih i mezolitičkih kultura na području Istre, in: Izdanja Hrvatskog arheološkog društva, br. 11 (1986) 3–47. (Übersicht über paläolith. und mesolith. Kulturen auf Istrien)